# جاي ألفورد
جاي ألفورد (بالإنجليزية: Jay Alford)‏ هو لاعب كرة قدم أمريكية أمريكي، ولد في 28 مايو 1983 في أورانج ‏ في الولايات المتحدة.

## وصلات خارجية
- جاي ألفورد على موقع مرجع كرة القدم المحترفة.كوم (الإنجليزية)